# Виходна
Виходна (словац. Východná) — село, громада округу Ліптовський Мікулаш, Жилінський край, регіон Ліптов. Кадастрова площа громади — 193,7 км².
Населення 2128 осіб (станом на 31 грудня 2018 року).

## Історія
Виходна згадується 1269 року.

## Географія
Протікають Груньовий потік і  потік Млаки. Неподалік розташована природоохоронна територія Гибицька ущелина.

## Населення
| Рік:            | 1994. | 2004.   | 2014.   | 2024.   |
| --------------- | ----- | ------- | ------- | ------- |
| Кількість осіб: | 2352  | 2336    | 2172    | 2226    |
| Різниця:        |       | -0,68 % | -7,02 % | +2,48 % |

| Рік:            | 2023. | 2024. |
| --------------- | ----- | ----- |
| Кількість осіб: | 2226  | 2226  |
| Різниця:        |       | +0 %  |